# هرتتونیمی
هِرْتْتُونیمی (سوئدی: Hertonäs) یک محله در جنوب شرقی هلسینکی پایتخت فنلاند است.

## جغرافیا
هِرْتْتُونیمی که در ۷ کیلومتری شرق مرکز هلسینکی قرار دارد، با متروی هلسینکی یا از طریق بزرگراه شرقی از داخل شهر و از طریق مسیر حومه شرقی در ۱۰ دقیقه قابل دسترسی است.

## پیشینه
هِرْتْتُونیمی برای مدت طولانی سکونتگاه مردم تاواستیا بوده‌است. یکی از گورهای عصر برنز هلسینکی در نزدیکی ایستگاه مترو هرتونیمی پیدا شده‌است. برخی از نام‌های مربوط به مکان‌های فنلاندی نیز در هِرْتْتُونیمی باقی مانده‌است که گواه آن است که تاواستی‌ها قبل از استعمار سوئدی‌ها در اوسیما از این منطقه استفاده کرده و در آن ساکن بوده‌اند. با توجه به نام مکان‌ها، احتمالاً در اوایل قرن دوازدهم سکونت دائمی توسط تواستی‌ها رخ داده‌است.

## نگارخانه

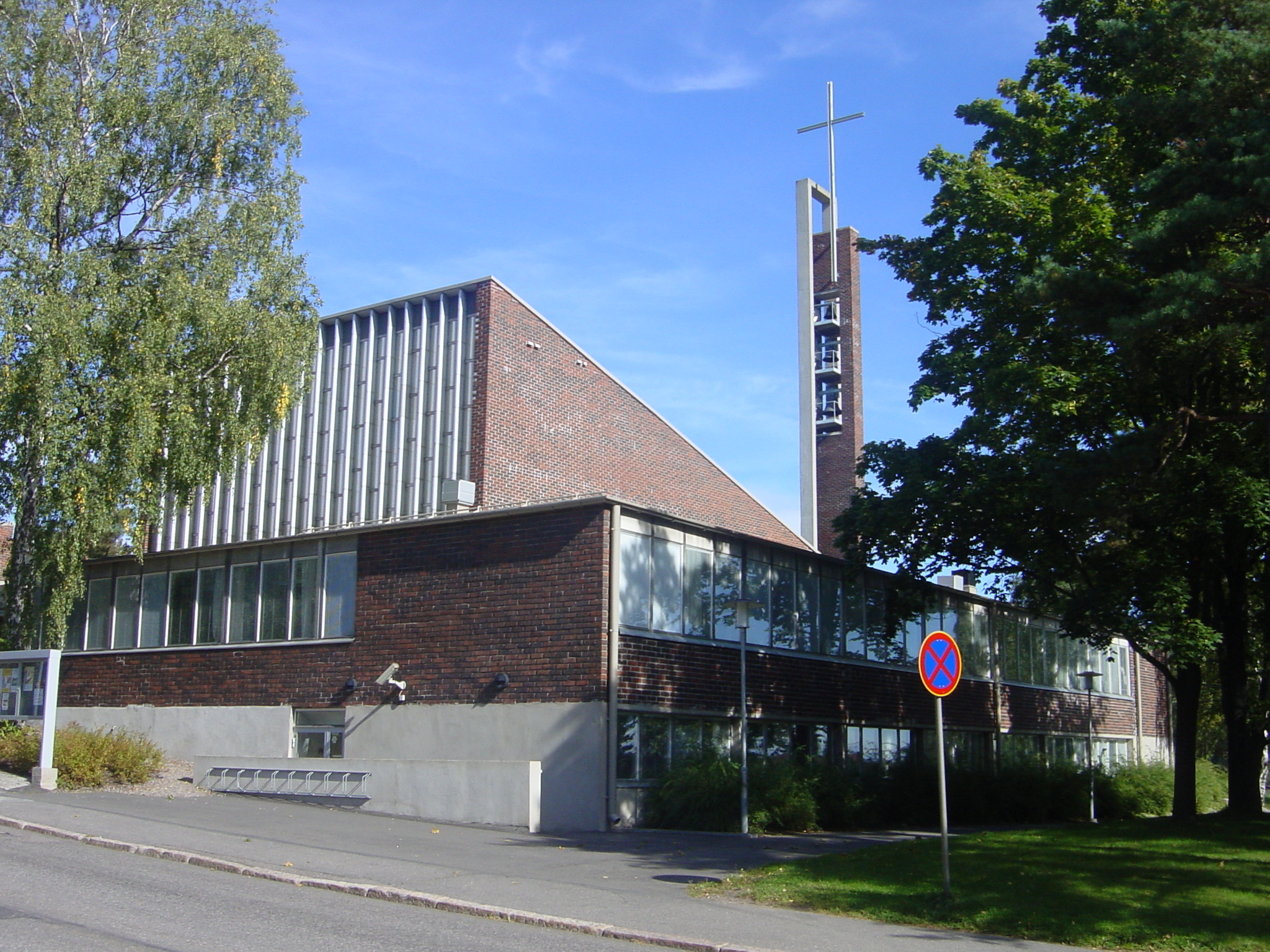
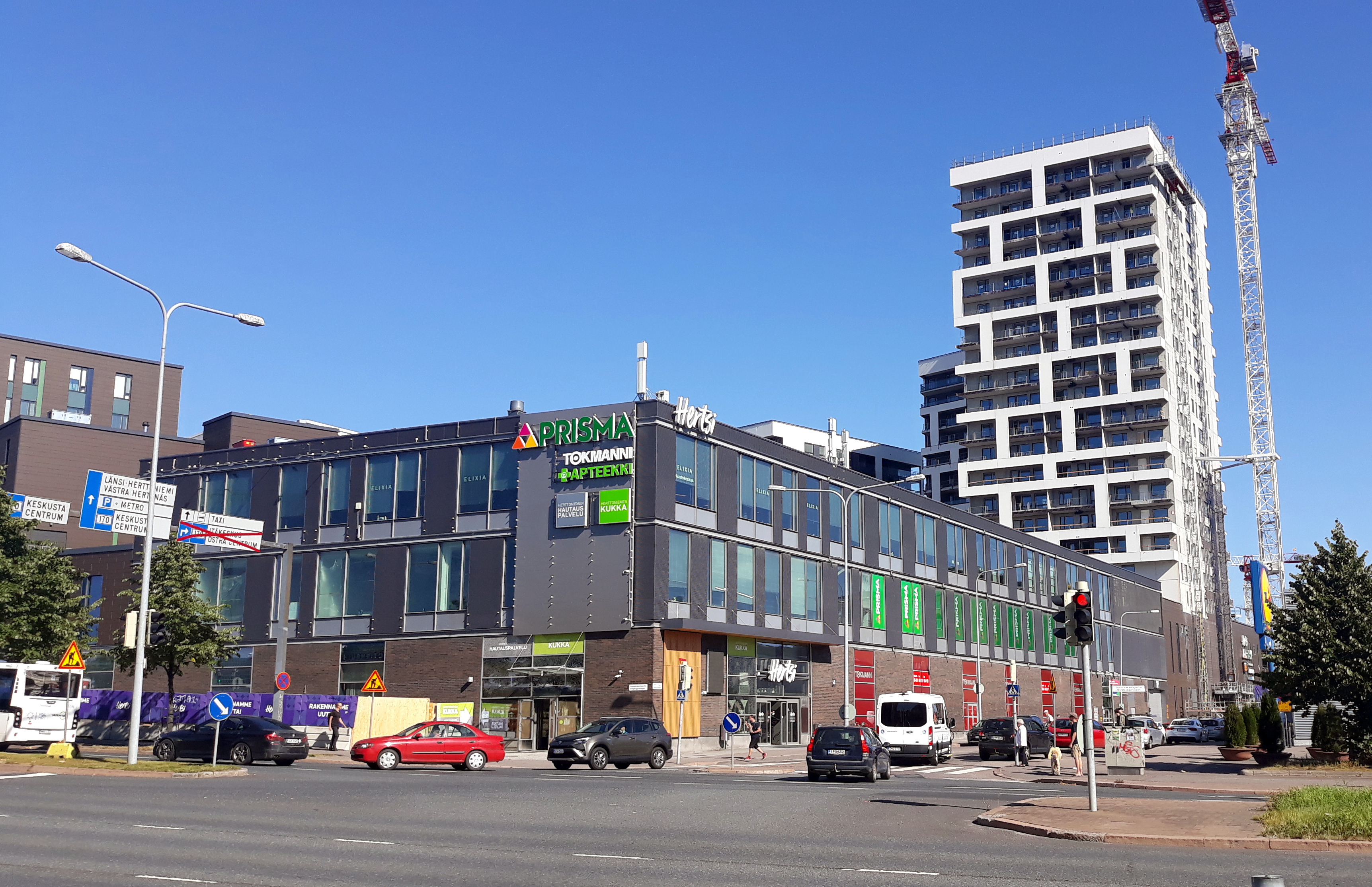
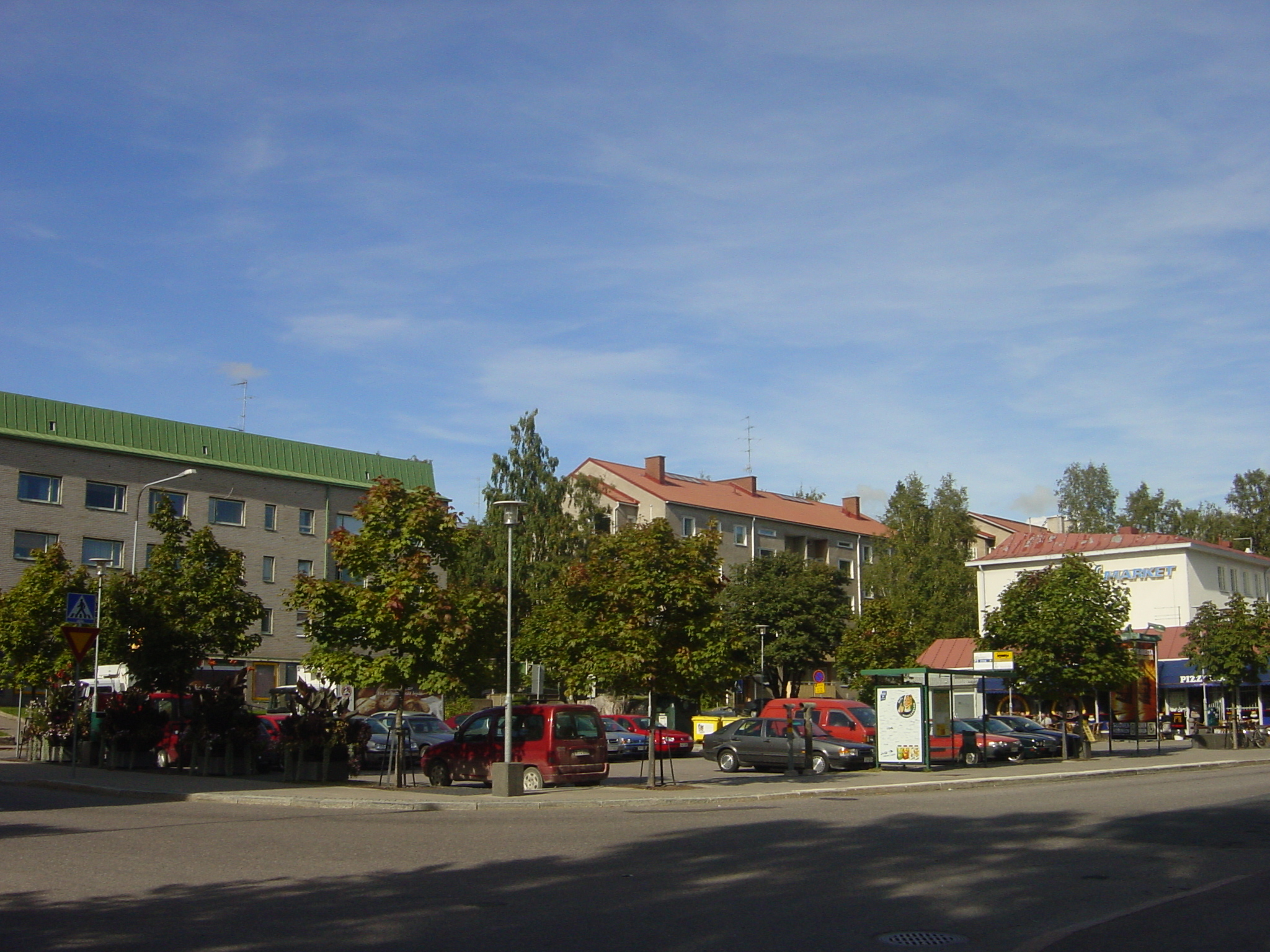
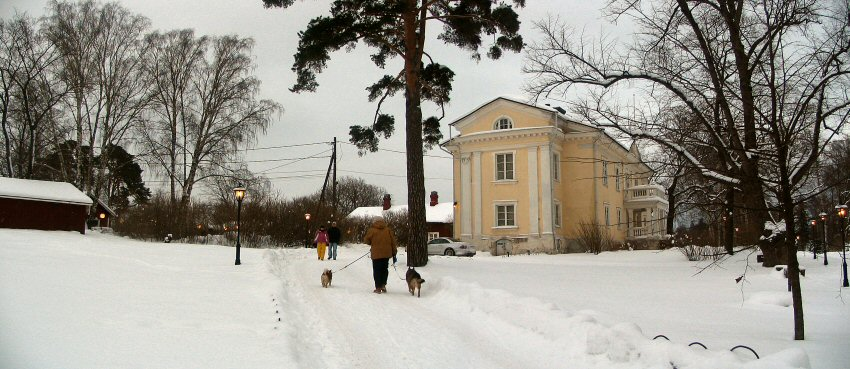
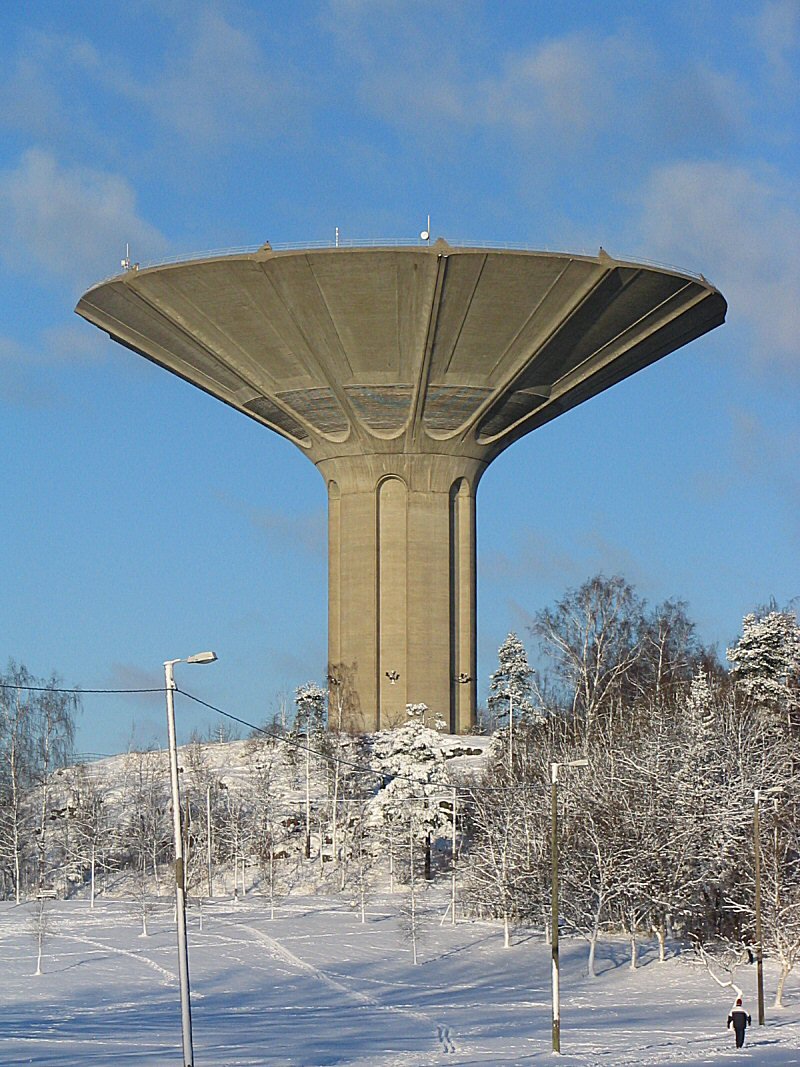
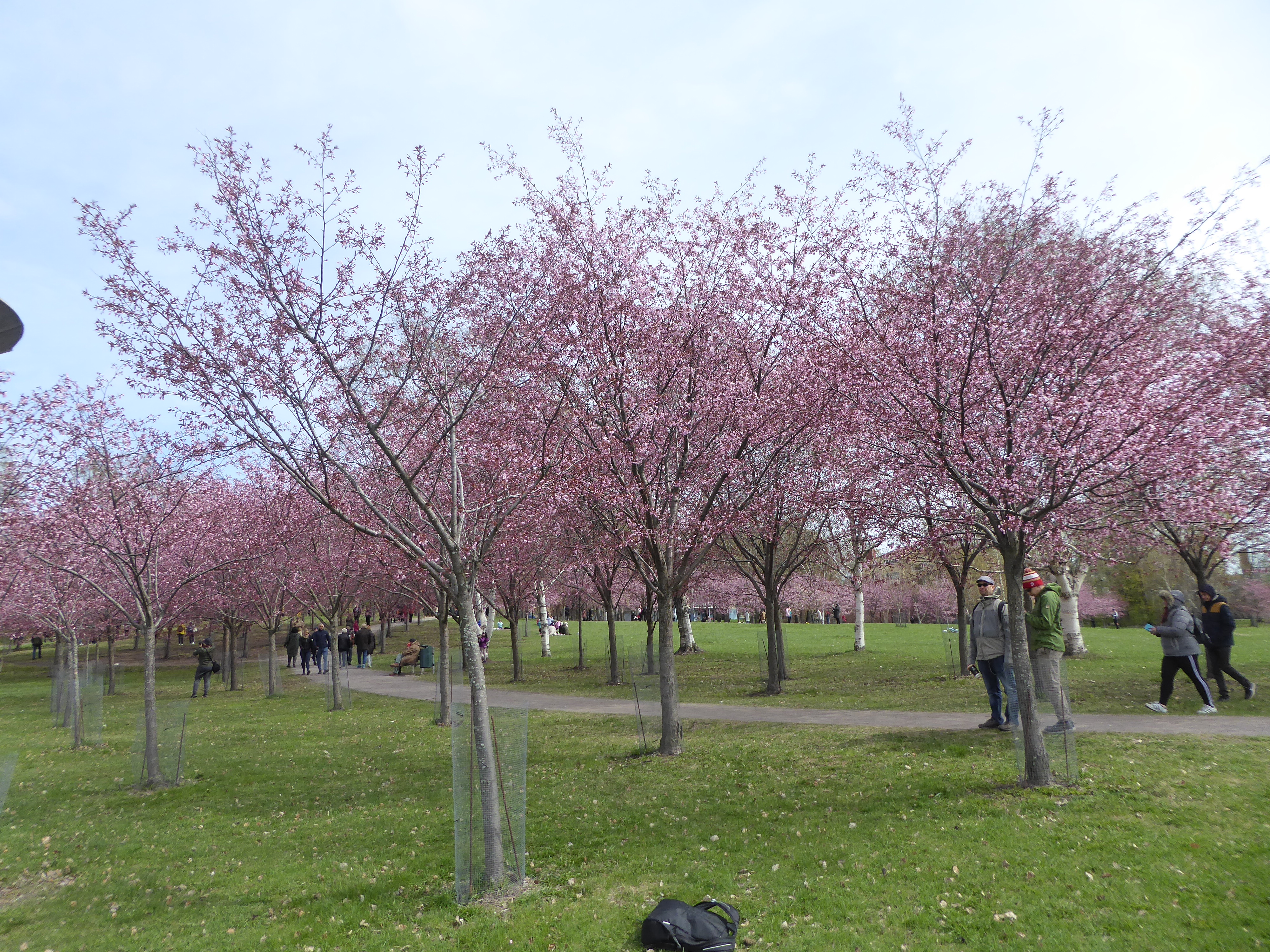